# Élections sénatoriales de 2004 à Mayotte
Les élections sénatoriales à Mayotte ont lieu le dimanche 26 septembre 2004. Elles ont pour but d'élire les sénateurs représentant le département au Sénat pour un mandat de sept années.

## Contexte départemental
Lors des élections sénatoriales du 24 septembre 1995 à Mayotte, un sénateur UDF a été élu.
Depuis, tous les effectifs du collège électoral des grands électeurs ont été renouvelés, avec les élections législatives françaises de 2002, les élections cantonales de 2001 et 2004 et les élections municipales françaises de 2001.

## Sénateur sortant
| Sénateur | Sénateur     | Parti | Fonctions lors de l'élection en 1995 |
| -------- | ------------ | ----- | ------------------------------------ |
|          | Marcel Henry | MDM   | Sénateur sortant                     |

## Présentation des candidats et des suppléants
Les nouveaux représentants sont élus pour une législature de 7 ans au suffrage universel indirect par les 349 grands électeurs du département. À Mayotte, les sénateurs sont élus au scrutin majoritaire à deux tours. Compte tenu des évolutions démographiques, leur nombre change en 2004, passant d'1 à 2 sénateurs. Ils sont 18 candidats dans le département, chacun avec un suppléant.
| T/S | Candidats | Candidats                    | Parti | Principale fonction                                |
| --- | --------- | ---------------------------- | ----- | -------------------------------------------------- |
| T   |           | Assani Alidina               | PCF   |                                                    |
| S   |           |                              | PCF   |                                                    |
| T   |           | Assani Mari                  | Verts |                                                    |
| S   |           |                              | Verts |                                                    |
| T   |           | Ahamada Salime               | Verts |                                                    |
| S   |           |                              | Verts |                                                    |
| T   |           | Ahamada Fahardine            | PS    |                                                    |
| S   |           |                              | PS    |                                                    |
| T   |           | Abdourahamane El-Sat         | DVG   |                                                    |
| S   |           |                              | DVG   |                                                    |
| T   |           | Saïd Ahamada                 | DVG   |                                                    |
| S   |           |                              | DVG   |                                                    |
| T   |           | Jean-François Hory           | PRG   | Ancien député, ancien député européen              |
| S   |           |                              | PRG   |                                                    |
| T   |           | Fahar Edine Cheick-Ahmed     | DIV   |                                                    |
| S   |           |                              | DIV   |                                                    |
| T   |           | Sarah Mouhoussoune           | DIV   |                                                    |
| S   |           |                              | DIV   |                                                    |
| T   |           | Abdallah Hassani             | MDM   | Maire de Mamoudzou                                 |
| S   |           |                              | MDM   |                                                    |
| T   |           | Abdoulatifou Aly             | MDM   | Conseiller municipal de Pamandzi                   |
| S   |           |                              | MDM   |                                                    |
| T   |           | Salim Mouhoutar              | MDM   |                                                    |
| S   |           |                              | MDM   |                                                    |
| T   |           | Adrien Giraud                | MDM   | Conseiller général                                 |
| S   |           |                              | MDM   |                                                    |
| T   |           | Zoubert Adinani              | DVD   |                                                    |
| S   |           |                              | DVD   |                                                    |
| T   |           | Bacar Ibrahim                | DVD   |                                                    |
| S   |           |                              | DVD   |                                                    |
| T   |           | Younoussa Bamana             | UMP   | Ancien président du conseil général, ancien député |
| S   |           |                              | UMP   |                                                    |
| T   |           | Mohamed Moustoifa            | UMP   |                                                    |
| S   |           |                              | UMP   |                                                    |
| T   |           | Soibahadine Ibrahim Ramadani | UMP   | Conseiller municipal de Chiconi                    |
| S   |           |                              | UMP   |                                                    |

## Résultats
| Candidat et parti politique | Candidat et parti politique  | Candidat et parti politique | Premier tour | Premier tour | Second tour | Second tour |
| Candidat et parti politique | Candidat et parti politique  | Candidat et parti politique | Voix         | %            | Voix        | %           |
| --------------------------- | ---------------------------- | --------------------------- | ------------ | ------------ | ----------- | ----------- |
|                             | Soibahadine Ibrahim Ramadani | UMP                         | 149          | 44,21        | 171         | 50,29       |
|                             | Younoussa Bamana             | UMP                         | 98           | 29,08        | 132         | 38,82       |
|                             | Adrien Giraud                | MDM                         | 95           | 28,19        | 148         | 43,53       |
|                             | Abdallah Hassani             | MDM                         | 69           | 20,47        | 139         | 40,88       |
|                             | Abdoulatifou Aly             | MDM                         | 63           | 18,69        | Retrait     | Retrait     |
|                             | Ahamada Fahardine            | PS                          | 33           | 9,79         | 22          | 6,47        |
|                             | Bacar Ibrahim                | DVD                         | 31           | 9,20         | Retrait     | Retrait     |
|                             | Salim Mouhoutar              | MDM                         | 29           | 8,61         | Retrait     | Retrait     |
|                             | Sarah Mouhoussoune           | DIV                         | 18           | 5,34         | 10          | 2,94        |
|                             | Zoubert Adinani              | DVD                         | 16           | 4,75         | Retrait     | Retrait     |
|                             | Mohamed Moustoifa            | UMP                         | 14           | 4,15         | Retrait     | Retrait     |
|                             | Jean-François Hory           | PRG                         | 9            | 2,67         | Retrait     | Retrait     |
|                             | Fahar Edine Cheick-Ahmed     | DIV                         | 8            | 2,37         | Retrait     | Retrait     |
|                             | Assani Alidina               | PCF                         | 7            | 2,08         | Retrait     | Retrait     |
|                             | Ahamada Salime               | Verts                       | 0            | 0,00         | 2           | 0,59        |
|                             | Assani Mari                  | Verts                       | 0            | 0,00         | Retrait     | Retrait     |
|                             | Saïd Ahamada                 | DVG                         | 0            | 0,00         | Retrait     | Retrait     |
|                             | Abdourahamane El-Sat         | DVG                         | 0            | 0,00         | Retrait     | Retrait     |
|                             |                              |                             |              |              |             |             |
| Inscrits                    | Inscrits                     | Inscrits                    | 349          | 100,00       | 349         | 100,00      |
| Abstentions                 | Abstentions                  | Abstentions                 | 13           | 3,07         | 11          | 2,59        |
| Votants                     | Votants                      | Votants                     | 411          | 96,93        | 413         | 97,41       |
| Blancs et nuls              | Blancs et nuls               | Blancs et nuls              | 1            | 0,24         | 3           | 0,71        |
| Exprimés                    | Exprimés                     | Exprimés                    | 410          | 96,70        | 410         | 96,70       |